# Gennaro D'Alessandro
Gennaro D'Alessandro (o D'Alessandri, D'Allessandria, Alexandre, Allexandro) (Napoli, 1717? – Napoli, post 28 luglio 1778) è stato un compositore e clavicembalista italiano.

## Biografia
Allievo a Napoli di Leonardo Leo, divenne maestro di coro al Pio Ospedale della Pietà di Venezia dal 21 agosto 1739 al 13 maggio 1740, poi maestro di clavicembalo di Germain-Anne Loppin de Montmort a Digione (dal 1º ottobre 1740 al 1749) e di Madame de La Pouplinière a Parigi (1743). Tornato a Napoli fu anche maestro di canto di Madeleine-Zoé-Anne-Marguerite Seimandy  (1778) e partecipò ad alcune accademie di musica nella Villa Angelica di Sir William Hamilton insieme a Emanuele Barbella (1768). Conobbe personaggi di spicco come Antonio Vivaldi, Carlo Goldoni, Jean-Joseph de Mondonville, Charles de Brosses e Giacomo Francesco Milano Franco d'Aragona.

## Composizioni[1]

### Musica liturgica
- 1 Missa brevis
- 1 Miserere

### Musica strumentale
- 2 sinfonie/ouverture (1739-1742 circa)

### Opere
- Ottone su libretto di Antonio Salvi accomodato da Carlo Goldoni (Venezia, Teatro di S. Giovanni Grisostomo, 1739-1740);  in parte riadattato da Paolo Scalabrini come Adelaide dalla compagnia di Pietro Mingotti  (Praga, Lipsia e Amburgo, 1744)[2]

### Arie
- Doux zéphir qui caresse (Digione o Parigi, 1740-1749 circa)
- Non sperar tiranno (Digione, 1741 circa)

### Serenate
- Il coro delle muse su testo di Carlo Goldoni e intermezzi musicali di Antonio Vivaldi (Venezia, Pio Ospedale della Pietà, 1740)

### Cantate
- La ninfa saggia su testo di Carlo Goldoni (Venezia, Pio Ospedale della Pietà, 1739)
- Gli amanti felici su testo di Carlo Goldoni (Venezia, Pio Ospedale della Pietà, 1739)
- Le quattro stagioni su testo di Carlo Goldoni (Venezia, Pio Ospedale della Pietà, 1739)

## Discografia
- Gennaro D'Alessandro, Arie dall'opera Adelaide. Hamburg 1744, Francesco Divito (soprano maschile), «Benedetto Marcello» Baroque Ensemble, Ettore Maria Del Romano (direzione), Tactus, TC 710401, 2024.